# Ricardo Trevelin
Ricardo Trevelin (* 27. August 1979) ist ein brasilianischer Badmintonspieler.

## Karriere
Ricardo Trevelin siegte 1998 bei den Argentina International im Herrendoppel mit Guilherme Pardo. 1997, 1999 und 2001 nahm er an den Badminton-Weltmeisterschaften teil.

## Sportliche Erfolge
| Saison | Veranstaltung           | Disziplin    | Platz | Name                               |
| ------ | ----------------------- | ------------ | ----- | ---------------------------------- |
| 1998   | Argentina International | Herrendoppel | 1     | Guilherme Pardo / Ricardo Trevelin |
| 1999   | Weltmeisterschaft       | Herrendoppel | 33    | Guilherme Pardo / Ricardo Trevelin |

## Referenzen
- http://bwf.tournamentsoftware.com/profile/overview.aspx?id=333C119B-1F74-4DCF-A3CE-94DAC2E4A7D8

| Personendaten    | Personendaten                    |
| ---------------- | -------------------------------- |
| NAME             | Trevelin, Ricardo                |
| KURZBESCHREIBUNG | brasilianischer Badmintonspieler |
| GEBURTSDATUM     | 27. August 1979                  |